# Clara Nebelong
Hermine Clara Nebelong, född 5 januari 1881 i Frederiksberg i Köpenhamn, död 28 januari 1943, var en dansk skådespelare och musiker (organist). Hon var först gift med skådespelaren Axel Boesen och senare med Birger von Cotta-Schønberg.
Nebelong var dotter till professorn och organisten Johan Henrik Nebelong och hans hustru Hermine Sophie Petronelle Lewy (1848-1881), som gick bort i samband med dotterns födelse. Clara Nebelong studerade musik och avlade organistexamen. Därefter arbetade hon som vikarie för sin far som organist vid Sankt Johanneskirken i Köpenhamn. Hon gifte sig med skådespelaren Axel Boesen och kom därigenom in i olika teaterkretsar och medverkade i tretton filmer 1907–1908.

## Filmografi
- 1907 – Feens Rose
- 1907 – Røverens brud
- 1907 – Et Drama fra Riddertiden
- 1907 – Vikingeblod
- 1907 – Der var engang
- 1907 – Flugten fra seraillet
- 1907 – Skipperens Datter
- 1907 – Æren tabt alt tabt
- 1907 – Lodsens datter
- 1908 – Pierrot og Pierette
- 1908 – Dansen paa Koldinghus
- 1908 – Feltherrens Hævn
- 1908 – Rosen